# Рис Григ
Рис Хриплый (валл. Rhys Gryg; умер в 1234 году) — сын Риса Дехейбартского и его жены Гвенллиан верх Мадог.

## Биография
Рис Григ был на стороне Грифида, во время его вражды с Майлгуном. В 1195 году он вместе с братом Маредидом пошли против отца и захватили замок Диневур. Но приняв ответные меры Рис напал на них и заточил их в тюрьму замка Истрад-Мейриг. В 1204 году Рис снова объявляется и заключает союз со своими племянниками Рисом и Оуайном, которые были сыновьями Грифида. Рис получил Маур. Рис и его племянники Рис и Оуайн дали присягу верности Лливелину Великому. Вскоре Рис объединяется с Майлгуном и вместе они в 1212 году сжигают английские замки Аберистуит и Суонси. Братья Рис и Оуайн дают присягу Иоанну Безземельному. В 1213 году английская армия под командованием Фулька де Брента движется в сторону земель Риса Грига. В битве при Ландейло он был побежден и заключен в тюрьму Кармартене. В 1215 году Рис и Оуайн отвергают вассальную присягу Английскому королю и создают альянс совместно со своим дядей Майлгуном. Англичане выпускают из тюрьмы Риса Грига, в надежде, что он начнёт междоусобицу. В 1216 году Лливелин провёл совет в Абердиви, чтобы рассудить земельные споры тех мелких правителей, которые подтвердили свою верность ему. Рис Григ получил Маур и Бихан, фактически он стал королём Дехейбарта. Рис Григ до конца жизни поддерживал Лливелина Великого. В 1231 году Рис Григ и его племянник Майлгун Младший захватили замок Кардиган для Лливелина. Рис Григ умер в 1234 году в Лландейло Фавр. Рис Григ был похоронен в Соборе Святого Дэвида. Ему наследовал его сын Рис Мечилл.

## Семья
- 1-я жена Эллиу верх Томас, внучка Гугона, который был сыном или внуком Бледдина Брихейниогского.
  - Маредид ап Рис Григ
  - Эллиу верх Рис Григ
- 2-я жена Матильда (Джоан) де Клер, дочь Ричарда де Клера, 3-го графа Хартфорда, вдова Уильяма де Браоза.
  - Рис Мечилл
  - Йорверт ап Рис Григ
  - Джанет
- 3-я жена Элин верх Трехерн
  - Юан ап Рис Григ
  - Ардунн верх Рис Григ